# サンキュウ

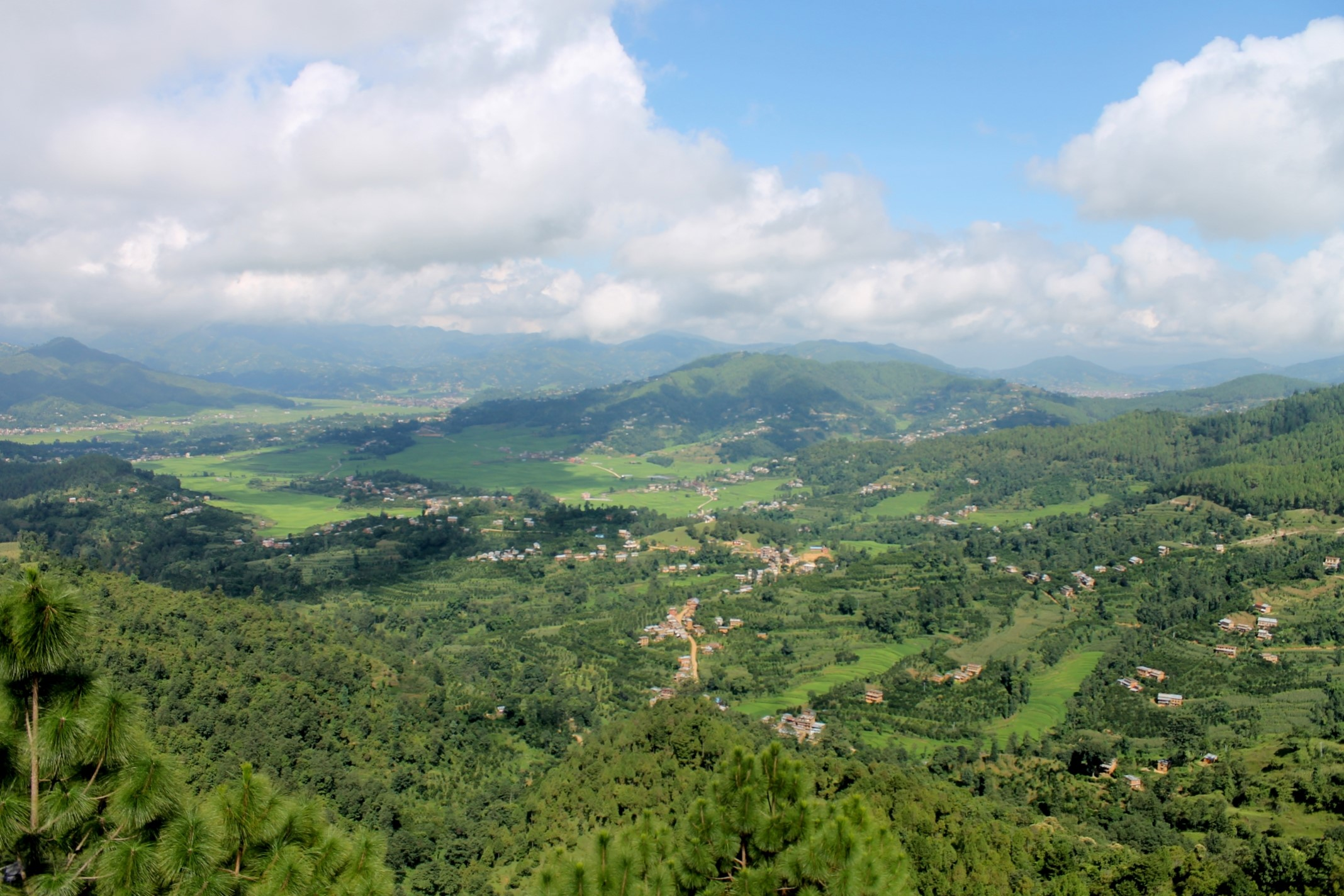
ナガルコットから見るサンキュウ

サンキュウは、ネパールの町。

## 概要
カトマンズから自動車で1時間ほどの距離にあり、昔はチベットの首都ラサとカトマンズの間にあるマーケットの町として栄えた。現在ではすべてのトラックがカトマンズに直行するため、寂れている。ナガルコットへのトレッキングの起点となっており、ナガルコットまで約32 kmある。町の周りはほとんどが農村でジャガイモが多く作られている。